# Балканска мафија
Балканска мафија (буг. Под прикритие) је бугарска крими драма телевизије БНТ1 која је премијерно емитована од 17. априла 2011. до 4. јуна 2016. године.

## Опис
Серија прати рад Мартина Христова, полицајца на тајном задатку, који покушава да сруши злочиначко удружење Петра Туџарова. Упоредо са тим, серија се усредсређује и на личне животе главних ликова, али и неких споредних, али битних за неке од главних ликова.

## Улоге

### Главне
| Глумац            | Лик                | Сезоне   | Сезоне | Сезоне   | Сезоне   | Сезоне   |
| Глумац            | Лик                | 1        | 2      | 3        | 4        | 5        |
| ----------------- | ------------------ | -------- | ------ | -------- | -------- | -------- |
| Ивајло Захариев   | Мартин Христов     | Главна   | Главна | Главна   | Главна   | Главна   |
| Ирена Миљанкова   | Силвија Велева     | Главна   | Главна | Н/Д      | Н/Д      | Н/Д      |
| Захари Бахаров    | Иво Андонов        | Главна   | Главна | Главна   | Главна   | Главна   |
| Владимир Пенев    | Емил Попов         | Главна   | Главна | Главна   | Главна   | Главна   |
| Михаил Билалов    | Петар Туџаров      | Главна   | Главна | Главна   | Главна   | Н/Д      |
| Александар Сано   | Здравко Киселов    | Главна   | Главна | Главна   | Н/Д      | Н/Д      |
| Дејан Донков      | Васил Николов      | Главна   | Главна | Н/Д      | Н/Д      | Н/Д      |
| Кирил Ефремов     | Тихомир Гардев     | Главна   | Главна | Главна   | Повратна | Повратна |
| Венцислав Јанков  | Николај Рашев      | Главна   | Главна | Главна   | Н/Д      | Н/Д      |
| Ивајло Христов    | Кирил Христов      | Главна   | Гост   | Н/Д      | Н/Д      | Н/Д      |
| Марјан Валев      | Росен Гацов        | Главна   | Главна | Главна   | Главна   | Главна   |
| Христо Мутафчиев  | Александар Миронов | Повратна | Главна | Гост     | Н/Д      | Н/Д      |
| Цветана Манева    | Цвета Андонова     | Повратна | Главна | Главна   | Н/Д      | Н/Д      |
| Георги Стајков    | Антон Дамјанов     | Н/Д      | Главна | Н/Д      | Н/Д      | Н/Д      |
| Петар Попјорданов | Момчил Нешев       | Н/Д      | Главна | Главна   | Н/Д      | Н/Д      |
| Бојко Крстанов    | Ерол Метин         | Н/Д      | Н/Д    | Н/Д      | Повратна | Главна   |
| Јоана Темелкова   | Нија Туџарова      | Н/Д      | Н/Д    | Дублерка | Повратна | Главна   |

## Епизоде
Списак епизода серије Балканска мафија